# Quintus Petillius Rufus
Quintus Petillius Rufus est un sénateur romain de la fin du Ier siècle, consul ordinaire en 83 avec l'empereur Domitien.

## Biographie
Son frère, ou peut-être son père, est Quintus Petillius Cerialis, deux fois consul suffect sous Vespasien, un proche de cet empereur, allié par un mariage. Petillius Cerialis est souvent considéré comme étant le gendre de Vespasien, par un mariage avec Domitilla la Jeune, et Petillius Rufus peut être issu de cette union, faisant de lui le neveu des empereurs Titus et Domitien, le frère de Flavia Domitilla et le beau-frère de Titus Flavius Clemens, consul éponyme en 95. Petillius Rufus a pour neveu, ou peut-être pour frère, un certain Caius Petillius Firmus, tribun militaire sous Vespasien.
En 83, il est consul éponyme aux côtés de l'empereur Domitien.